# Pajmon

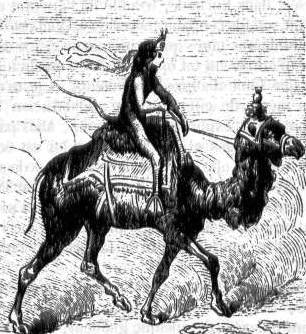
Pajmon według Słownika wiedzy tajemnej Collina de Plancy, 1863

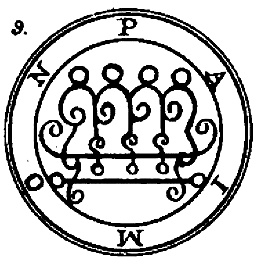
Pieczęć Pajmona według Goecji Crowleya i Mathersa

Pajmon – w tradycji okultystycznej upadły anioł, demon, król piekła i wierny sługa Lucyfera. Znany również pod imionami Paimonia, Paymon i Paimon. Rozporządza 200 legionami duchów, a w tych legionach znajdują się anioły i potęgi. Przed upadkiem należał do chóru panowań. W Sztuce Goecji jest dziewiątym, a w Pseudomonarchii Daemonum dwudziestym drugim duchem.

## Wdemonologii
Przywołuje się go z zachodu i by to zrobić potrzebna jest jego pieczęć, która według Sztuki Goecji powinna być zrobiona ze złota. Również do jego przywołania potrzebna jest ofiara.
Posiada on wiedzę o sztukach, naukach i innych sprawach tajemnych. Mówi o tym czym jest umysł i gdzie się znajduje. Dzieli się tajemnicą ziemi i kontynentów. Rozdaje i zatwierdza zaszczyty. Na prośbę maga, może również przyporządkować dla niego wybrany przedmiot, osobę lub zwierzę. Można od niego dowiedzieć się wszystkiego na temat dowolnej rzeczy. Rządzi duchami pomocniczymi, które mogą nauczyć przyzywającego różnych sztuk.
Ukazuje się pod postacią mężczyzny z twarzą kobiety, z bogato ozdobionym diademem na głowie, siedząc na wielbłądzie. Jego głos jest niezrozumiały i mag musi zmusić go do wyraźnego mówienia. Pojawia się ze swoją świtą, która składa się z legionu duchów, które grają na trąbkach, cymbałkach i innych instrumentach. Jeśli został wezwany za pośrednictwem libacji lub ofiary pojawia się w towarzystwie dwóch królów, Abalama i Labali (Dictionnaire Infernal podaje, iż są to Abalam i Bebal), a także 25 legionów duchów i innych potęg. Na prośbę maga Pajmon może się ukazać z całą świtą lub bez niej.

## Wkulturze masowej
- W grze fabularnej Dungeons & Dragons w dodatku Tome of Magic: Pact, Shadow, and True Name Magic, można z nim podpisać pakt w zamian za władzę.
- Pojawia się w grze RF Online.
- Pojawia się w książce Ja, diablica Katarzyny Bereniki Miszczuk.
- Pojawia się w filmie „Dziedzictwo. Hereditary” z 2018 roku, reż. Ari Aster.
- W filmie „Last Shift” z 2014, reż. Anthony DiBlasi. Pojawia się powiązanie Pajmona z filmowymi zagadkami.
- Pojawia się w książce „Alfred Kropp. Pieczęć Salomona”
- Postać o tym imieniu pojawia się w grze Genshin Impact.
- Postać o tym imieniu pojawia się w mandze Magi: The Labyrinth of Magic.
- Pojawia się także jako jeden z "salutatorów" w grze The Thaumaturge.